# Lista över vinnare av Hugopriset för bästa roman
Lista över vinnare av Hugopriset i kategorin bästa science fiction-roman. Priset delas ut till science fiction- eller fantasyromaner som publicerats eller översatts till engelska under föregående kalenderår. Romanpriset delas ut till böcker på 40 000 ord eller mer. Priset har delats ut sedan 1953 med undantag för 1954 och 1957. Sedan 1996 finns även möjligheten att dela ut retrospektiva priser, "Retro Hugos". De kan delas ut för romaner utgivna 50, 75 eller 100 år tidigare, under förutsättning att ingen The World Science Fiction Convention hölls det året. Hittills har Retro Hugos delats ut för romaner från 1939, 1941, 1944–1946, 1951 och 1954.
Med fem vinster och elva finalplatser (plus en Retro Hugo) är Robert A. Heinlein är den författare som både har vunnit och hamnat på finalplats flest gånger. Lois McMaster Bujold har fått fyra Hugos efter att ha varit bland finalisterna tio gånger; de enda övriga författare att vinna mer än två gånger är Isaac Asimov (inklusive en Retro Hugo), Connie Willis, Vernor Vinge och N. K. Jemisin som alla har vunnit tre gånger var. Tio andra författare har fått priset två gånger. Larry Niven och Robert J. Sawyer har hamnat bland finalisterna åtta gånger men har bara vunnit en gång. Med nio finalplatser är Robert Silverberg den författare som gått till final flest gånger utan att vinna.

## Vinnare och övriga nominerade
| År   | Vinnare | Övriga nominerade |
| ---- | --- | --- |
| 1953 | The Demolished Man av Alfred Bester 2021                                                                           | |
| 1955 | They'd Rather Be Right av Mark Clifton och Frank Riley                                                             | |
| 1956 | Dubbelstjärna av Robert A. Heinlein                                                                                | |
| 1958 | The Big Time av Fritz Leiber                                                                                       | |
| 1959 | A Case of Conscience av James Blish                                                                                | - We Have Fed Our Sea (book title: The Enemy Stars) av Poul Anderson - Who? av Algis Budrys - Have Spaaaaaace Suit—Will Travel av Robert A. Heinlein - Time Killer (boktitel): Immortality, Inc.) av Robert Sheckley                                                |
| 1960 | Starship Troopers av Robert A. Heinlein                                                                            | - Dorsai! (alternativ titel: The Genetic General) av Gordon R. Dickson - The Pirates of Ersatz (boktitel: The Pirates of Zan) av Murray Leinster - That Sweet Little Old Lady (boktitel: Brain Twister) av Mark Phillips - Sirenerna på Titan av Kurt Vonnegut, Jr. |
| 1961 | A Canticle for Leibowitz av Walter M. Miller                                                                       | - The High Crusade av Poul Anderson - Rogue Moon av Algis Budrys - Deathworld av Harry Harrison - Venus Plus X av Theodore Sturgeon |
| 1962 | Främling på egen planet av Robert A. Heinlein                                                                      | - Dark Universe av Daniel F. Galouye - Sense of Obligation (book title: Planet of the Damned) av Harry Harrison - The Fisherman (book title: Time Is the Simplest Thing) av Clifford D. Simak - Second Ending av James White                                        |
| 1963 | The Man in the High Castle av Philip K. Dick                                                                       | - The Sword of Aldones av Marion Zimmer Bradley - A Fall of Moondust av Arthur C. Clarke - Little Fuzzy av H. Beam Piper - Sylva av Vercors |
| 1964 | Here Gather the Stars (boktitel: Way Station) av Clifford D. Simak                                                 | - Glory Road av Robert A. Heinlein - Dune World av Frank Herbert [?] - Witch World av Andre Norton - Vaggan av Kurt Vonnegut, Jr. |
| 1965 | The Wanderer av Fritz Leiber                                                                                       | - The Whole Man av John Brunner - Davy av Edgar Pangborn - The Planet Buyer av Cordwainer Smith\|- style="vertical-align:top;" |
| 1966 | (oavgjort) - Dune, Dune-serien av Frank Herbert - ...And Call Me Conrad (boktitel: This Immortal) av Roger Zelazny | - The Squares of the City av John Brunner - The Moon Is a Harsh Mistress av Robert A. Heinlein (tecknad 1965–66 och därmed tillåten att nomineras för båda åren) - Skylark DuQuesne av Edward E. Smith                                                              |
| 1967 | Revolt mot jorden av Robert A. Heinlein                                                                            | - Babel-17 av Samuel R. Delany - Too Many Magicians av Randall Garrett - Flowers for Algernon av Daniel Keyes - The Witches of Karres av James H. Schmitz - Day of the Minotaur av Thomas Burnett Swann                                                             |
| 1968 | Lord of Light av Roger Zelazny                                                                                     | - The Butterfly Kid av Chester Anderson - Chthon av Piers Anthony - The Einstein Intersection av Samuel R. Delany - Thorns av Robert Silverberg |
| 1969 | Stand on Zanzibar av John Brunner                                                                                  | - Nova av Samuel R. Delany - Past Master av R.A. Lafferty - Rite of Passage av Alexei Panshin - The Goblin Reservation av Clifford D. Simak |
| 1970 | The Left Hand of Darkness av Ursula K. Le Guin                                                                     | - Macroscope av Piers Anthony - Up the Line av Robert Silverberg - Bug Jack Barron av Norman Spinrad - Slakthus 5 av Kurt Vonnegut, Jr. |
| 1971 | Ringworld av Larry Niven                                                                                           | - Tau Zero av Poul Anderson - Star Light av Hal Clement - Tower of Glass av Robert Silverberg - The Year of the Quiet Sun av Wilson Tucker |
| 1972 | To Your Scattered Bodies Go av Philip José Farmer                                                                  | - The Lathe of Heaven av Ursula K. Le Guin - Dragonquest av Anne McCaffrey - A Time of Changes av Robert Silverberg - Jack of Shadows av Roger Zelazny |
| 1973 | The Gods Themselves av Isaac Asimov                                                                                | - There Will Be Time av Poul Anderson - When Harlie Was One av David Gerrold - The Book of Skulls av Robert Silverberg - Dying Inside av Robert Silverberg - A Choice of Gods av Clifford D. Simak                                                                  |
| 1974 | Rendezvous with Rama av Arthur C. Clarke                                                                           | - The People of the Wind av Poul Anderson - The Man Who Folded Himself av David Gerrold - Time Enough for Love av Robert A. Heinlein - Protector av Larry Niven |
| 1975 | The Dispossessed av Ursula K. Le Guin                                                                              | - Fire Time av Poul Anderson - Flow My Tears, the Policeman Said av Philip K. Dick - The Mote In God's Eye av Larry Niven och Jerry Pournelle - Inverted World av Christopher Priest                                                                                |
| 1976 | The Forever War av Joe Haldeman                                                                                    | - The Computer Connection av Alfred Bester - Inferno av Larry Niven och Jerry Pournelle - The Stochastic Man av Robert Silverberg - Doorways in the Sand av Roger Zelazny                                                                                           |
| 1977 | Where Late the Sweet Birds Sang av Kate Wilhelm                                                                    | - Mindbridge av Joe Haldeman - Children of Dune, Dune-serien av Frank Herbert - Man Plus av Frederik Pohl - Shadrach in the Furnace av Robert Silverberg |
| 1978 | Gateway av Frederik Pohl                                                                                           | - The Forbidden Tower av Marion Zimmer Bradley - Time Storm av Gordon R. Dickson - Dying of the Light av George R. R. Martin - Lucifer's Hammer av Larry Niven och Jerry Pournelle                                                                                  |
| 1979 | Dreamsnake av Vonda McIntyre                                                                                       | - The Faded Sun: Kesrith av C. J. Cherryh - The White Dragon av Anne McCaffrey - Blind Voices av Tom Reamy |
| 1980 | The Fountains of Paradise av Arthur C. Clarke                                                                      | - Harpist in the Wind av Patricia A. McKillip - Jem av Frederik Pohl - On Wings of Song av Thomas M. Disch - Titan av John Varley |
| 1981 | The Snow Queen av Joan D. Vinge                                                                                    | - Beyond the Blue Event Horizon av Frederik Pohl - Lord Valentine's Castle av Robert Silverberg - Ringworld Engineers av Larry Niven - Wizard av John Varley |
| 1982 | Downbelow Station av C. J. Cherryh                                                                                 | - Little, Big av John Crowley - The Many-Colored Land av Julian May - Project Pope av Clifford Simak - The Claw of the Conciliator av Gene Wolfe |
| 1983 | Foundation's Edge av Isaac Asimov                                                                                  | - The Pride of Chanur av C. J. Cherryh - 2010: Odyssey Two av Arthur C. Clarke - Friday av Robert Heinlein - Courtship Rite av Donald Kingsbury - Sword of the Lictor av Gene Wolfe                                                                                 |
| 1984 | Startide Rising av David Brin                                                                                      | - The Robots of Dawn av Isaac Asimov - Tea With the Black Dragon av R. A. MacAvoy - Moreta, Dragonlady of Pern av Anne McCaffrey - Millennium av John Varley |
| 1985 | Neuromancer av William Gibson                                                                                      | - Job av Robert Heinlein - The Integral Trees av Larry Niven - Emergence av David Palmer - The Peace War av Vernor Vinge |
| 1986 | Ender's Game av Orson Scott Card                                                                                   | - Blood Music av Greg Bear - Cuckoo's Egg av C.J. Cherryh - Footfall av Larry Niven och Jerry Pournelle - The Postman av David Brin |
| 1987 | Speaker for the Dead av Orson Scott Card                                                                           | - Count Zero av William Gibson - Black Genesis av L. Ron Hubbard - The Ragged Astronauts av Bob Shaw - Marooned in Realtime av Vernor Vinge |
| 1988 | The Uplift War av David Brin                                                                                       | - The Forge of God av Greg Bear - Seventh Son av Orson Scott Card - When Gravity Fails av George Alex Effinger - The Urth of the New Sun av Gene Wolfe |
| 1989 | Cyteen av C. J. Cherryh                                                                                            | - Falling Free av Lois McMaster Bujold - Red Prophet av Orson Scott Card - Mona Lisa Overdrive av William Gibson - Islands in the Net av Bruce Sterling |
| 1990 | Hyperion av Dan Simmons                                                                                            | - The Boat of a Million Years av Poul Anderson - Prentice Alvin av Orson Scott Card - A Fire in the Sun av George Alex Effinger - Grass av Sheri S. Tepper |
| 1991 | The Vor Game av Lois McMaster Bujold                                                                               | - Earth av David Brin - The Fall of Hyperion av Dan Simmons - Queen of Angels av Greg Bear - The Quiet Pools av Michael Kube-McDowell |
| 1992 | Barrayar av Lois McMaster Bujold                                                                                   | - Bone Dance av Emma Bull - Xenocide av Orson Scott Card - All the Weyrs of Pern av Anne McCaffrey - Stations of the Tide av Michael Swanwick - The Summer Queen av Joan D. Vinge                                                                                   |
| 1993 | (oavgjort) - A Fire Upon the Deep av Vernor Vinge - Doomsday Book av Connie Willis                                 | - China Mountain Zhang av Maureen McHugh - Red Mars av Kim Stanley Robinson - Steel Beach av John Varley |
| 1994 | Green Mars av Kim Stanley Robinson                                                                                 | - Moving Mars av Greg Bear - Glory Season av David Brin - Virtual Light av William Gibson - Beggars in Spain av Nancy Kress |
| 1995 | Mirror Dance av Lois McMaster Bujold                                                                               | - Mother of Storms av John Barnes - Brittle Innings av Michael Bishop - Beggars and Choosers av Nancy Kress - Towing Jehovah av James Morrow |
| 1996 | The Diamond Age av Neal Stephenson                                                                                 | - The Time Ships av Stephen Baxter - Brightness Reef av David Brin - The Terminal Experiment av Robert J. Sawyer - Remake av Connie Willis |
| 1997 | Blue Mars av Kim Stanley Robinson                                                                                  | - Memory av Lois McMaster Bujold - Remnant Population av Elizabeth Moon - Starplex av Robert J. Sawyer - Holy Fire av Bruce Sterling |
| 1998 | Forever Peace av Joe Haldeman                                                                                      | - Frameshift av Robert J. Sawyer - The Rise of Endymion av Dan Simmons - Jack Faust av Michael Swanwick - City on Fire av Walter Jon Williams |
| 1999 | To Say Nothing of the Dog av Connie Willis                                                                         | - Children of God av Mary Doria Russell - Darwinia av Robert Charles Wilson - Distraction av Bruce Sterling - Factoring Humanity av Robert J. Sawyer |
| 2000 | A Deepness in the Sky av Vernor Vinge                                                                              | - Darwin's Radio av Greg Bear - A Civil Campaign av Lois McMaster Bujold - Harry Potter and the Prisoner of Azkaban av J.K. Rowling - Cryptonomicon av Neal Stephenson                                                                                              |
| 2001 | Harry Potter och den flammande bägaren av J.K. Rowling                                                             | - Midnight Robber av Nalo Hopkinson - The Sky Road av Ken MacLeod - A Storm of Swords av George R. R. Martin - Calculating God av Robert J. Sawyer |
| 2002 | Amerikanska gudar av Neil Gaiman                                                                                   | - The Curse of Chalion av Lois McMaster Bujold - Perdido Street Station av China Miéville - Cosmonaut Keep av Ken MacLeod - Passage av Connie Willis - The Chronoliths av Robert Charles Wilson                                                                     |
| 2003 | Hominids av Robert J. Sawyer                                                                                       | - Kiln People av David Brin - The Scar av China Miéville - The Years of Rice and Salt av Kim Stanley Robinson - Bones of the Earth av Michael Swanwick |
| 2004 | Paladin of Souls av Lois McMaster Bujold                                                                           | - Humans av Robert J. Sawyer - Ilium av Dan Simmons - Singularity Sky av Charles Stross - Blind Lake av Robert Charles Wilson |
| 2005 | Jonathan Strange & Mr Norrell av Susanna Clarke                                                                    | - The Algebraist av Iain M. Banks - Iron Council av China Miéville - Iron Sunrise av Charles Stross - River of Gods av Ian McDonald |
| 2006 | Spin av Robert Charles Wilson                                                                                      | - Learning the World av Ken MacLeod - A Feast for Crows av George R.R. Martin - Old Man's War av John Scalzi - Accelerando av Charles Stross |
| 2007 | Rainbows End av Vernor Vinge                                                                                       | - Eifelheim av Michael Flynn - His Majesty's Dragon av Naomi Novik - Glasshouse av Charles Stross |
| 2008 | The Yiddish Policemen's Union av Michael Chabon                                                                    | - The Last Colony av John Scalzi - Halting State av Charles Stross - Rollback av Robert J. Sawyer - Brasyl av Ian McDonald |
| 2009 | The Graveyard Book av Neil Gaiman                                                                                  | - Anathem av Neal Stephenson - Little Brother av Cory Doctorow - Saturn's Children av Charles Stross - Zoe's Tale av John Scalzi |
| 2010 | (oavgjort) - The Windup Girl av Paolo Bacigalupi - The City & the City av China Miéville                           | - Wake av Robert J. Sawyer - Boneshaker av Cherie Priest - Julian Comstock: A Story of 22nd-Century America av Robert Charles Wilson - Palimpsest av Catherynne M. Valente - Blindsight av Peter Watts                                                              |
| 2011 | Blackout/All Clear av Connie Willis                                                                                | - The Dervish House av Ian McDonald - Cryoburn av Lois McMaster Bujold - Feed av Mira Grant - The Hundred Thousand Kingdoms av N. K. Jemisin |
| 2012 | Among Others av Jo Walton                                                                                          | - A Dance with Dragons av George R. R. Martin - Deadline av Mira Grant och Seanan McGuire - Embassytown av China Miéville - Leviathan Wakes av James S. A. Corey |
| 2013 | Redshirts av John Scalzi                                                                                           | - 2312 av Kim Stanley Robinson - Blackout av Mira Grant - Captain Vorpatril's Alliance av Lois McMaster Bujold - Throne of the Crescent Moon av Saladin Ahmed |
| 2014 | Ancillary Justice av Ann Leckie                                                                                    | - Neptune's Brood av Charles Stross - Parasite av Mira Grant - Warbound av Larry Correia - Sagan om Drakens återkomst av Robert Jordan och Brandon Sanderson |
| 2015 | The Three-Body Problem av Cixin Liu                                                                                | - The Goblin Emperor av Katherine Addison - The Dark Between the Stars av Kevin J. Anderson - Skin Game av Jim Butcher - Ancillary Sword av Ann Leckie |
| 2016 | The Fifth Season av N. K. Jemisin                                                                                  | - Uprooted av Naomi Novik - Ancillary Mercy av Ann Leckie - Seveneves av Neal Stephenson - The Cinder Spires: The Aeronaut's Windlass av Jim Butcher |
| 2017 | The Obelisk Gate av N. K. Jemisin                                                                                  | - All the Birds in the Sky av Charlie Jane Anders - A Closed and Common Orbit av Becky Chambers - Death's End av Cixin Liu - Ninefox Gambit av Yoon Ha Lee - Too Like the Lightning av Ada Palmer                                                                   |
| 2018 | The Stone Sky av N. K. Jemisin                                                                                     | - The Collapsing Empire av John Scalzi - New York 2140 av Kim Stanley Robinson - Provenance av Ann Leckie - Raven Stratagem av Yoon Ha Lee - Six Wakes av Mur Lafferty                                                                                              |
| 2019 | The Calculating Stars av Mary Robinette Kowal                                                                      | - Spinning Silver av Naomi Novik - Record of a Spaceborn Few av Becky Chambers - Trail of Lightning av Rebecca Roanhorse - Revenant Gun av Yoon Ha Lee - Space Opera av Catherynne M. Valente                                                                       |
| 2020 | A Memory Called Empire av Arkady Martine                                                                           | - Middlegame av Seanan McGuire - Gideon the Ninth av Tamsyn Muir - The Light Brigade av Kameron Hurley - The City in the Middle of the Night av Charlie Jane Anders - The Ten Thousand Doors of January av Alix E. Harrow                                           |
| 2021 | Network Effect av Martha Wells                                                                                     | - The City We Became av N.K. Jemisin - Piranesi av Susanna Clarke - Black Sun av Rebecca Roanhorse - The Relentless Moon av Mary Robinette Kowal - Harrow The Ninth av Tamsyn Muir                                                                                  |
| 2022 | A Desolation Called Peace av Arkady Martine                                                                        | - The Galaxy, and the Ground Within av Becky Chambers - Light From Uncommon Stars av Ryka Aoki - A Master of Djinn av P. Djèlí Clark - Project Hail Mary av Andy Weir - She Who Became the Sun av Shelley Parker-Chan                                               |
| 2023 | Nettle & Bone av T. Kingfisher                                                                                     | - The Kaiju Preservation Society av John Scalzi - Legends & Lattes av Travis Baldree - Nona the Ninth av Tamsyn Muir - The Daughter of Doctor Moreau av Silvia Moreno-Garcia - The Spare Man av Mary Robinette Kowal                                                |
| 2024 | Some Desperate Glory av Emily Tesh                                                                                 | - The Adventures of Amina al-Sirafi av Shannon Chakraborty - The Saint of Bright Doors av Vajra Chandrasekera - Starter Villain av John Scalzi - Translation State av Ann Leckie - Witch King av Martha Wells                                                       |

## "Retro Hugos"
| År                    | Vinnare                                                                        | Övriga nominerade |
| --------------------- | ------------------------------------------------------------------------------ | --- |
| 1939(utdelat år 2014) | Svärdet i stenen av Terence Hanbury White                                      | - Carson of Venus av Edgar Rice Burroughs - Galactic Patrol av E. E. Smith - The Legion of Time av Jack Williamson - Utflykt från tyst planet av C.S. Lewis                                                                             |
| 1941(utdelat år 2016) | Slan av A.E. van Vogt                                                          | - The Ill-Made Knight av Terence Hanbury White - Gray Lensman av E. E. Smith - Kallocain av Karin Boye - The Reign of Wizardry av Jack Williamson                                                                                       |
| 1944(utdelat år 2019) | Conjure Wife av Fritz Leiber                                                   | - Earth's Last Citadel av C. L. Moore och Henry Kuttner - Gather, Darkness! av Fritz Leiber - Das Glasperlenspiel av Hermann Hesse - Perelandra av C. S. Lewis - The Weapon Makers av A. E. van Vogt                                    |
| 1945(utdelat år 2020) | Shadow Over Mars av Leigh Brackett (återpublicerad som The Nemesis from Terra) | - The Golden Fleece av Robert Graves - Land of Terror av Edgar Rice Burroughs - Sirius: A Fantasy of Love and Discord av Olaf Stapledon - The Wind on the Moon av Eric Linklater - The Winged Man av A. E. van Vogt och Edna Mayne Hull |
| 1946(utdelat år 1996) | The Mule av Isaac Asimov (återpublicerad som del II av Foundation and Empire)  | - Red Sun of Danger av Edmond Hamilton (skriver som Brett Sterling) - That Hideous Strength av C. S. Lewis - Destiny Times Three av Fritz Leiber - The World of Null-A av A. E. van Vogt                                                |
| 1951(utdelat år 2001) | Farmer in the Sky av Robert A. Heinlein                                        | - Pebble in the Sky av Isaac Asimov - The Lion, the Witch, and the Wardrobe av C.S. Lewis - First Lensman av Edward E. Smith, Ph.D. - The Dying Earth av Jack Vance                                                                     |
| 1954(utdelat år 2004) | Fahrenheit 451 av Ray Bradbury                                                 | - The Caves of Steel av Isaac Asimov - Childhood's End av Arthur C. Clarke - Mission of Gravity av Hal Clement - More than Human av Theodore Sturgeon                                                                                   |